# Humuya
Humuya est une municipalité du Honduras, située dans le département de Comayagua. Elle est fondée en 1897 et comprend 3 villages et 22 hameaux.

## Source de la traduction
- (en)/(es) Cet article est partiellement ou en totalité issu des articles intitulés en anglais « Humuya » (voir la liste des auteurs) et en espagnol « Humuya » (voir la liste des auteurs).